# Sam Lacey
Samuel "Sam" Lacey (ur. 8 marca 1948 w Indianola, zm. 14 marca 2014 w Kansas City) – amerykański koszykarz, występujący na pozycji środkowego, uczestnik meczu gwiazd NBA.
Przez pierwsze 6 lat swojej kariery notował double-double. W 1975 roku został wybrany do udziału w spotkaniu gwiazd NBA, notował wtedy średnio 11,5 punktu, 14,2 zbiórki, 2,1 bloku oraz 5,3 asysty.
Jest jednym z zaledwie trzech zawodników w historii NBA (pozostali to: Wes Unseld i Reggie Evans), którzy zanotowali co najmniej 30 zbiórek oraz mniej niż 10 punktów w pierwszych dwóch spotkaniach sezonu zasadniczego.
Karierę sportową zakończył w 1983 roku z dorobkiem 10 303 zdobytych punktów oraz 9 687 zebranych piłek.

## Osiągnięcia
NCAA
- Uczestnik rozgrywek NCAA Final Four (1970)[1]
- Zaliczony do składów:
  - All-American (1970 – Basketball News)[1]
  - Midwest Regional All-Tournament team (1970)[3]
- Zaliczony do New Mexico State University Ring of Honor (2008)[1]

NBA
- Uczestnik meczu gwiazd NBA (1975)[4]
- Lider wszech czasów klubu Kings w łącznej liczbie zbiórek, bloków oraz przechwytów
- Klub Sacramento Kings zastrzegł należący do niego numer 44[5]